# José Gómez Centurión
José Gómez Centurión (Málaga, 1854-Tarragona, 1929) fue un historiador, archivero, periodista, escritor y profesor español.

## Biografía
Nació el 19 de octubre de 1854 en Málaga.  En Valencia estudió la primera y segunda enseñanza y pasó luego a Madrid para cursar la carrera de Jurisprudencia y asistir a varios cursos de la Escuela Diplomática. En la Secretaría del Gobierno Civil de Salamanca comenzó su carrera administrativa. En esta época se dio a conocer como periodista, siendo redactor de los diarios El Imparcial y El Liberal. En 1881 dedicó todas sus actividades a la Gaceta Provincial y Municipal. Oficial del Cuerpo de Archiveros, Bibliotecarios y Anticuarios, fue director de diversas publicaciones de carácter econónimo.
El Gobierno le confió la misión de pasar a las islas Filipinas a gestionar la libertad de los españoles presos por los tagalos. A instancias de Menéndez Pelayo se encargó de gestionar el homenaje que la Academia de la Historia dedicó a Gaspar Melchor de Jovellanos y en 1915 completó con datos inéditos y curiosos la biografía de santa Teresa de Jesús. Ávila le nombró hijo adoptivo de la ciudad.
Gran amigo del padre Fidel Fita, le ayudó Gómez Centurión en muchas de sus investigaciones y tomó parte en el homenaje, que, en 1916, Arenys de Mar tributó al arqueólogo. Desempeñó cargos como la jefatura del Museo de San Juan de los Reyes de Toledo, vocal de la Comisión de Monumentos, académico correspondiente de las reales academias de la Historia y de San Fernando, jefe técnico de la Biblioteca de la Academia de la Historia, director del Archivo General de la Deuda Pública, delegado de la Junta Iconográfica Nacional, profesor de Historia de las Bellas Artes, jefe superior de Administración e inspector del Cuerpo de Archiveros.
Fue autor de numerosos trabajos históricos, biográficos y literarios. Entre estos se encontraron unas Causas del destierro de Jovellanos, La patria de Santa Teresa, Desproporcionalidad en la concesión de mercedes de hábito entre las Ordenes de Santiago, Calatrava y Alcántara, Historia Civitavense, Sebastián de Belalcar, fundador de Quito, La Guerra de la Independencia y Jovellanos, Anécdotas Teresianas, referidas por doña Leonor de Ulloa, El Padre Diego de Cecina, Estudio histórico geográfico de Aranda del Rey y Relaciones biográficas inéditas de Santa Teresa, concordadas con la Historia de España de los siglos XVI y XVII. Con el padre Fita colaboró en Los cuatro biógrafos de Santa Teresa.
Fue candidato, sin éxito, distintas veces para la medalla de número de la Real Academia de la Historia y tuvo el voto de escritores como Menéndez Pelayo y el padre Fita, si bien le habría perjudicado residir en Valencia en lugar de en Madrid para obtener tal puesto. Falleció hacia mediados de septiembre de 1929 en Tarragona. Estuvo casado con Luisa Morato Elices y tuvo con ella como hijo a José Gómez Morato.